# Romeo i Julia z Sarajewa
Romeo i Julia z Sarajewa (ang. Romeo and Juliet in Sarajevo) – film dokumentalny o śmierci narzeczonych – Boszniaczki Admiry Ismić (ur. 1968) i Serba Boška Brkicia (ur. 1968) – którzy zginęli od strzałów snajpera 18 maja 1993 podczas oblężenia Sarajewa. Film został wyprodukowany przez należący do Public Broadcasting Service „Frontline”, Canadian Broadcasting Corporation, National Film Board of Canada oraz Westdeutscher Rundfunk. Reżyserem był John Zaritsky. Jako pierwszy ich historię opisał Kurt Schork.
Film opowiada o historii dwojga 25-letnich mieszkańców Sarajewa, Boszniaczki Admiry Ismić i Serba Boška Brkicia, którzy postanowili opuścić miasto podczas oblężenia. W tym celu 18 maja 1993 około godz. 17. chcieli przejść przez most Vrbanja w kierunku dzielnicy Grbavica. Po opuszczeniu strefy boszniackiej, zostali postrzeleni. Pierwszy śmiertelnie ranny został Boško, chwilę później trafiono Admirę, która zmarła kilkadziesiąt minut później, tuląc chłopaka. Ich ciała pozostały przez tydzień na moście, który znajdował się w strefie ziemi niczyjej przy alei snajperów. Siły UNPROFOR odmówiły ich przeniesienia bez ogłoszenia zawieszenia broni. Później udało się w nocy przenieść ich do kontrolowanej przez Armię Republiki Serbskiej Grbavicy. Pochowano ich wpierw na serbskim cmentarzu wojennym na Lukavicy we Wschodnim Sarajewie. W 1996 zgodnie z życzeniem rodziców Admiry przeniesiono ich na cmentarz Lav w Sarajewie.
W filmie wypowiadają się rodzice Admiry i Boška, ich przyjaciele, świadkowie zabójstwa. O zabicie pary oskarżali się wzajemnie Boszniacy i Serbowie. Twórcom filmu nie udało się ustalić, z której strony padły śmiertelne strzały.
Reżyser filmu otrzymał nagrodę Columbia University Graduate School of Journalism im. Alfreda Duponta. Film był też nominowany do Emmy.
Historia Admiry i Boska stała się także inspiracją dla piosenki Bosko and Admira Billa Maddena oraz francuskiego filmu dokumentalnego z 2011 w reżyserii Frédérica Tonolliego Sarajevo, mon amour (Sarajewo, moja miłość).